# Autoニュース
Autoニュース（オートニュース）とは、オートレースの予想紙である。

## 概要
Autoニュースを名乗る予想紙は、以下の2社で発行が分かれていた。両者は紙名ロゴのデザインは類似しているものの、紙面構成も異なる別物である。
- スポーツライフ社 - 川口オートレース場開催分
- スポーツニュース社 - 伊勢崎オートレース場開催分

なお、両社は競艇でも同名（「競艇ニュース」）の予想紙を発行していた（スポーツライフ社は戸田競艇場・江戸川競艇場・平和島競艇場・多摩川競艇場。スポーツニュース社は桐生競艇場。）。
2020年3月をもって、スポーツライフ社が活動を停止。川口オートレースで発売されていたAutoニュース、ならびに桐生以外の関東4場で発売されていた競艇ニュースは廃刊となった。また、コンビニでプリントサービスを行なっているe新聞でのプリントサービスも新規発刊は終了した。スポーツニュース社発行の伊勢崎オート発売分は継続して発行されている。